# Frantz Sahuc
Pas d'image ? Cliquez ici

a Compétitions nationales et continentales officielles uniquement.

b Matchs officiels uniquement.
Frantz Sahuc, né le 10 novembre 1910 à Marsoulas et mort le 22 juillet 1970 à Montauban, est un joueur de rugby à XV international français et de rugby à XIII, évoluant au poste d'arrière en XV et au poste d'arrière ou de centre en XIII.
Formé à Rieumes, il joue par la suite au Stade toulousain dans les années 1930 en y étant l'un des rares toulousains appelés en équipe de France avec Émile Fabre et Antonin Delqué. Il affronte lors d'un test-match l'Allemagne.
Il prend part aux débuts du club de rugby à XIII le Toulouse olympique XIII nouvellement créé à la fin des années 1930 en devenant le premier joueur à y signer et participant à la finale de Coupe de France en 1939 contre le XIII Catalan aux côtés de Raphaël Saris, Alexandre Salat et Sylvain Bès.
Après la guerre, il évolue de nouveau à Rieumes.
Son fils, Jean-Claude Sahuc, a été champion de France de rugby à XV avec Montauban en 1967

## Biographie

### Des débuts en rugby à XV à Rieumes puis arrivée au stade Toulousain
Il est l'un des rares Toulousains à devenir international français de rugby à XV dans les années 1930 aux côtés d'Émile Fabre et Antonin Delqué.

### 1937: Passage au rugby à XIII au Toulouse olympique XIII
Le club du Toulouse olympique XIII est créé le 22 octobre 1937. La première recrue est Frantz Sahuc, issu  Stade toulousain puis sont annoncés Sylvain Bès, Comte (Stade bordelais), Suarès et Alexandre Salat (T.O.E.C.), Jones (Bordeaux XIII), J. Stones (Salford), Bénazet (Stade toulousain), Cazal (Quillan). Le premier match du TO, avec en son sein Alexandre Salat, Sahuc, Benezet et André Gau, se déroule le 24 octobre 1937 contre Albi pour une défaite 44-14, suivie d'une défaite 6-15 contre Bordeaux le 1er novembre 1937.
Lors de la saison 1938-1939, Frantz Sahuc, placé au centre, est tout près de remporter le premier titre de l'histoire du Toulouse olympique XIII lors de la finale de la Coupe de France de rugby en 1939. Au stade Chapou de Toulouse, Toulouse affronte en finale le club de Perpignan le XIII Catalan. Toulouse mène à la mi-temps 3-2 sur un essai de Sylvain Bès ponctuant une action initiée par Labat et Frantz Sahuc. Dans une rencontre intense, le XIII Catalan finit par le remporter par l'intermédiaire de son arrière François Noguères, auteur de l'essai décisif pour porter le score à 7-3.

## Palmarès

### Rugby à XV
- Collectif : 
  - Vainqueur de la Challenge Yves du Manoir : 1934 (Stade toulousain).

#### Détails en sélection
| Matchs internationaux de Frantz Sahuc | Matchs internationaux de Frantz Sahuc | Matchs internationaux de Frantz Sahuc | Matchs internationaux de Frantz Sahuc | Matchs internationaux de Frantz Sahuc | Matchs internationaux de Frantz Sahuc | Matchs internationaux de Frantz Sahuc | Matchs internationaux de Frantz Sahuc | Matchs internationaux de Frantz Sahuc | Matchs internationaux de Frantz Sahuc | Matchs internationaux de Frantz Sahuc | Matchs internationaux de Frantz Sahuc |
|                                       | Date                                  | Adversaire                            | Résultat                              | Compétition                           | Poste                                 | Points                                | Essais                                | Pen.                                  | Drops                                 |                                       |                                       |
| ------------------------------------- | ------------------------------------- | ------------------------------------- | ------------------------------------- | ------------------------------------- | ------------------------------------- | ------------------------------------- | ------------------------------------- | ------------------------------------- | ------------------------------------- | ------------------------------------- | ------------------------------------- |
| sous les couleurs de la France        |                                       |                                       |                                       |                                       |                                       |                                       |                                       |                                       |                                       |                                       |                                       |
| 1.                                    | 1er novembre 1936                     | Allemagne                             | 6-3                                   | Test-match                            | Arrière                               | -                                     | -                                     | -                                     | -                                     |                                       |                                       |

### Rugby à XIII
- Collectif : 
  - Finaliste de la Coupe de France : 1939 (Toulouse).

#### Détails en club
| Saison    | Saison   | Championnat           | Championnat | Coupe           | Coupe      |
| Saison    | Saison   | Comp.                 | Class.      | Comp.           | Class.     |
| --------- | -------- | --------------------- | ----------- | --------------- | ---------- |
| 1937-1938 | Toulouse | Championnat de France | 1/4 finale  | Coupe de France | 1/4 finale |
| 1938-1939 | Toulouse | Championnat de France | 6e          | Coupe de France | Finaliste  |